# Viper (rapper)
Lee Arthur Carter (El Dorado, Arkansas, 7 oktober 1971), beter bekend als Viper, is een Amerikaans rapper en muziekproducent. Viper produceert al sinds zijn jeugd muziek, maar kreeg online veel aandacht voor zijn album uit 2008, You'll Cowards Don't Even Smoke Crack. De productieve aard van zijn werk, samen met zijn toewijding aan zelfproductie (aan de lopende band), heeft hem een cultstatus opgeleverd als een outsider-muzikant (Art Brut), hij wordt vaak vergeleken met rapper Lil B en muzikant Wesley Willis. Hij wordt ook een voorloper van Cloud rap genoemd.
Carter werd op 4 januari 2024 gearresteerd vanwege seksueel misbruik en het jarenlang gevangen houden van een vrouw in zijn garage.

## Biografie

### Vroege leven
Viper werd geboren in El Dorado, Arkansas. In 1997 acteerde hij in de film Fifth Ward, geregisseerd door zijn broer Greg Carter.

### Muzikale carrière
Zijn muzikale debuut is hoorbaar op de soundtrack van Fifth Ward, onder de naam "J-Ride". Dit was toen hij nog een kind was.
Oorspronkelijk onder de artiestennaam Lee Dogg, bracht Viper op 7 oktober 2003 zijn eerste album uit, Lee Dogg, dat later zou worden omgedoopt tot "Hustlin' thick". Het album werd grotendeels gemaakt in samenwerking met verschillende artiesten die destijds bekend waren bij het lokale muzieklabel Dope House Records. Viper was van plan om verder te gaan met het uitbrengen van albums onder de naam "Lee Dogg" en had een aantal plannen voor samenwerkingen, maar om onbekende redenen is dit nooit gebeurd. Achteraf veranderde hij zowel de naam van zijn album in Hustlin 'Thick alsook zijn artiestennaam in zijn huidige artiestennaam: Viper.
Viper bleef gedurende de vroege jaren 2000 regelmatig mixtapes uitbrengen onder zijn label Rhyme Time Records via de website CD Baby- en werd zo een van de eerste 'Cloud Rap' artiesten. Gedurende deze periode toonde hij een zekere frustratie over zijn onbekendheid en werd verbitterd, dit werd beschreven in één van zijn vroege liedjes "9900 Haters On The Wall", waar hij beweerde dat uit de tienduizend mensen die zijn albums op de site hoorden, slechts honderd mensen het album kochten.
Zijn onbekendheid zou aanhouden tot begin 2013. Toen het titelnummer van zijn album You'll Cowards Don't Even Smoke Crack, uitgebracht in 2008, op YouTube werd geplaatst. Sindsdien werd de video meer dan drie miljoen keer bekeken  en kort daarna begonnen nieuwsuitzendingen over hem te berichten. You'll Cowards Don't Even Smoke Crack is verreweg het populairste album van Viper. De krant: The Observer merkte op dat het album een "internetmeme werd vanwege de schokkende titel en unieke albumomslag".
Ondanks het lo-fi karakter van het album waren de recensies enigszins positief. Sputnik Music schreef dat het album "een nostalgische en etherische mix van cloud rap en vaporwave " is. The Chicago Reader schreef dat het album een "outsider-artist-genius" is.
Viper bleef actief en bracht in 2014 gemiddeld bijna een album per dag uit. Hij maakte zijn muziek beschikbaar op Spotify en iTunes. Hij gaf ook interviews aan de lokale muziekpers. Sinds 2020 heeft hij ongeveer 1042 albums in totaal uitgebracht, hoewel er slechts ongeveer 15 uitsluitend uit origineel materiaal bestaan. Hij uploadt nu voornamelijk op zijn door fans beheerde YouTube-kanaal.

## Privéleven
Lee Arthur Carter heeft vier kinderen, van wie twee met zijn ex-vrouw. Viper leeft in Houston

## Stijl
Viper is productief en bracht 347 albums in 2014 uit. Zijn low-budget, doe-het- zelf-esthetiek is niet enkel aanwezig in zijn muziek maar ook in de bijbehorende video's en albumhoezen. Deze bestaan vaak uit eenvoudige zelfportretten, clipart, zijn naam en de albumtitel.
Hij is bekend om zijn diepe stem. Hij gebruikt af en toe autotune en vertraagde, low-fidelity en een glitchy productie die typerend is voor cloud rap en het chopped and screwed subgenre dat in de scene van Viper in Houston voorkomt.

### Taal
Viper maakt gebruik van eigenaardige maar creatieve grammatica en taal zoals merkbaar is in "You"ll Cowards Don't Even Smoke Crack".

## Discografie (selectie)
Tijdens zijn carrière heeft Viper ruw geschat 1500 albums uitgebracht. Het merendeel hieruit zijn echter alleen vroegere nummers die gerecycleerd, vertraagd of bewerkt werden. Hierdoor is hieronder slechts een gedeelte van zijn discografie opgesomd.
Primaire originele Viper-albums zijn vet gemarkeerd.

### Studioalbums / mixtapes
- Hustlin' Thick (2003, oorspronkelijk onder de naam Lee Dogg )
- Ready and...Willing (2006)
- Heartless Hoodlum (2006)
- The Southwest Hooligan (2006)
- You'll Cowards Don't Even Smoke Crack (2008)
- The Paper Man (2008)
- De Hiram Clarke Hustler (2009)
- These Rappers Claim They Hard When Them Fags Never Even Seen the Pen (2010)
- Concrete Jungle (2010)
- Glans (2010)
- Things Thugs Do (2010)
- A Hustler's Life (2010)
- Grind to Shine (2010)
- 5-9 Piru Music: The Gang, the Album, the Label (2012)
- I Have the Best Piece and Chain Ever Made!  (2013)
- Kill Urself My Man (2013)
- Rich and NOT Famous (2013)
- Cops Can't Read (2014)
- Fuck tha World It Ain't Real I Bend tha Spoon wit My Mind 2 (2014)
- Evrythang I Do Is ... (2014)
- Tell the Rapper (2015)
- Tha Top Malla (2015)
- Death from in Front (2016)
- What Nightmare? Ur Awake 5 (2017)
- Tha Top-Choice Assassin (2018)
- Cops Are Jealous Losers (2018) [15]
- My Yellow Girlfriend (ep) (2019)

### Samenwerkende albums / ep's
- Death 2 Snitches (ep) (met Nmesh) (2015) [16]
- World Rap Star (met Nolan) (2017)
- Split with Viper (met Fentanyl Surprise) (2017) [17]
- Bout tha Money (met Broken Machine Films) (2018) [18]
- They Hate Me Cuz I'm Vaporwave (met Nmesh & KOJA) (2018)
- 49 Dollars, Please Family (with kettleonwater) (2020)

## Filmografie
| Titel             | Jaar | Rol            | Opmerkingen    |
| ----------------- | ---- | -------------- | -------------- |
| Fifth Ward        | 1997 | Rip            |                |
| Hustletown Mobbin | 2003 | Wapenhandelaar | Ongenoemde rol |